# Zongchi
Zongchi (chiń. 總持; ur. VI wiek) – pierwsza kobieta związana ze szkołą chan. Znana także jako Dharani.

## Życiorys
Urodziła się około 550 roku. Była siostrą króla chińskiego, czasem uważana jest za córkę cesarza Wu z dynastii Liang.
Nie wiadomo jak została uczennicą Bodhidharmy, ale raczej na pewno była jego uczennicą, gdy rozpoczął nauczanie w klasztorze Shaolin. Z pewnością Bodhidharma wiedział o uwagach dotyczących wspólnej praktyki mnichów i mniszek, a jednak była jednym z jego czterech uczniów całkowicie na równych prawach z mężczyznami. Prawdopodobnie wiara Bodhidharmy w jego głębokie oświecenie pozwoliła mu na odrzucenie Ośmiu Specjalnych Praw regulujących praktykę kobiet w sandze.
Zongchi jest przykładem wczesnej pionierki zen, być może pomogło w tym jej arystokratyczne pochodzenie, jednak wiadomo, że arystokratki były bardziej ograniczone zwyczajami i regułami od zwykłych kobiet.
Wszystkie wczesne przekazy chan, które wspominają o Zongchi, traktują ją jako pełnego spadkobiercę Dharmy Bodhidharmy. Dopiero później rozpoczyna się proces jej degradacji do trzeciej lub czwartej pozycji wśród jego uczniów. Chociaż oficjalnie traktuje się Huikego jako jego spadkobiercę, to Dōgen w swoim Shōbōgenzō w rozdziale „Katto” ewidentnie uważa ją za kompletnie oświeconą, równą Huikemu i innych uczniom mniszkę. Wiadomo także, że potrafiła recytować z pamięci całą Sutrę Lotosu.
Zachował się tylko jeden dialog Zongchi z Bodhidharmą. Doszło do niego w dziewiątym roku pobytu Bodhidharmy w Chinach, gdy zapytał swoich uczniów o wyrażenie urzeczywistnienia praktyki. Zongchi odpowiedziała: „Moje obecne zrozumienie jest jak radość z zobaczenia krainy buddy Akszobhii: jest odczuwana na pierwszy rzut oka, ale nie na drugi”. Bodhidharma zatwierdził jej odpowiedź mówiąc: „Masz moje ciało”. Zongchi wyraziła bezpośrednie doświadczenie, które nie może być powtórzone przez opis lub przekazane przez wyjaśnienia czy nauki.

## Linia przekazu Dharmy zen
Pierwsza liczba oznacza liczbę pokoleń mistrzów od 1 Patriarchy indyjskiego Mahakaśjapy.
Druga liczba oznacza liczbę pokoleń od 28/1 Bodhidharmy, 28 Patriarchy Indii i 1 Patriarchy Chin.
Trzecia liczba oznacza początek nowej linii przekazu w danym kraju.
- 28/1. Bodhidharma (zm. 543?)
  - 29/2. Sengfu
  - 29/2. Daoyu
  - 29/2. Zongchi (Dharani) (mniszka)
  - 29/2. Dazu Huike (487–594)
    - 30/3. Baoyue mistrz chan
    - 30/3. Sengna (bd)
    - 30/3. Xiang (bd) świecki
    - 30/3. Huiman
      - 31/4/1. Dōshō (628–670) wprowadził zen do Japonii (linia przekazu nie przetrwała)

    - 30/3. Huaxian świecki
    - 30/3. Jianzhi Sengcan (zm. 606)
      - 31/4/1. Vinītaruci (zm. 594) przeniósł nauki chan do Wietnamu; szkoła vinītaruci
      - 31/4. Dayi Daoxin (579–651)
        - 32/5. Huangmei Lang mistrz chan
        - 32/5. Jingzhou Faxian
        - 32/5. Shuzhou Fazang
        - 32/5. Fajing
        - 32/5. Niutou Farong (594–657) szkoła niutouzong
        - 32/5/1. Pŏmnang Korea – wprowadzenie chanu (kor. sŏn)
        - 32/5. Daman Hongren (601–674)
          - 33/6. Yuquan Shenxiu (606–706)(także Datong) szkoła północna stopniowego oświecenia.
          - 33/6. Zizhou Zhixian (609–702)
            - 34/7. Zizhou Chuji (669–736)
              - 35/8. Jingzhong Wuxiang (684–762) koreański mistrz chan Kim Musang działający w Chinach. Szkoła jingzhong
                - 36/9. Baotang Wuzhu (714–774) szkoła baotang

          - 33/6. Songyue Hui’an[3] (580–707) szkoła laomu an heshang
          - 33/6. Daoming (bd) (także Huiming)
          - 33/6. Dajian Huineng (638–713)